# Theodor Wertheim
Theodor Wertheim (* 25. Dezember 1820 in Wien; † 6. Juli 1864 in Wien) war ein österreichischer Chemiker. 

## Leben
Wertheim studierte zunächst Medizin und ging noch vor Abschluss seines Studiums nach Berlin zu Eilhard Mitscherlich. Dort beschäftigte er sich mit der damals noch jungen organischen Chemie. 1843 kehrte Wertheim nach Österreich zurück, um bei Josef Redtenbacher zu arbeiten. Dort führte er 1844 analytische Untersuchungen des von ihm so genannten flüchtigen Knoblauchöls durch, um die darin enthaltenen schwefelhaltigen Verbindungen zu bestimmen. Es gelang ihm, Diallylsulfid (C6H10S) zu isolieren, und er wies eine enge Verwandtschaft des Knoblauchöls mit Senföl nach. Es gelang ihm, das im Senföl enthaltene Allylisothiocyanat (C4H5NS) zu isolieren und beide Verbindungen ineinander umzuwandeln.
Trotz seiner allseits gelobten Arbeiten war ihm eine Berufung zum Professor in Österreich aufgrund seines jüdischen Glaubens versagt, er wurde jedoch 1848 zu einem korrespondierenden Mitglied der Wiener Akademie der Wissenschaften ernannt. Er ließ sich nach dem Tod seines Vaters taufen und erhielt schließlich eine Berufung an die Universität Pest. Dort war er von 1854 bis 1860 tätig. Schließlich musste er Ungarn verlassen, da ab 1860 sämtliche Vorlesungen auf Latein gehalten werden mussten. Daraufhin wechselte er 1861 an die Universität Graz. Dort war er sehr bemüht, die Qualität der Laborausstattung zu verbessern, was jedoch an der niedrigen Studentenzahl scheiterte.
Aufgrund seiner Untersuchungen erhielt die Allylgruppe ihren Namen, der sich von der lateinischen Bezeichnung für Knoblauch (Allium sativum) ableitet.